# Живые алмазы Якутии
Живы́е алма́зы Яку́тии — природный парк в Мирнинском районе Республики Саха (Якутия). Природный парк организован в целях сохранения природных экосистем вблизи крупного промышленного города Мирный, охраны и восстановления популяций диких животных, пропаганды вопросов охраны природы и повышения экологической культуры населения. Парк является особо охраняемой природной территорией республиканского значения. 

## История
Инициатором создания и строительства природного парка «Живые алмазы Якутии» была акционерная компания «АЛРОСА». Основанием для проведения строительства явились решение наблюдательного совета
АК «АЛРОСА» (ЗАО), принятое на заседании 17 августа 2000 года, и соглашение между Министерством охраны природы Республики Саха (Якутия) и АК «АЛРОСА» (ЗАО)
от 4 декабря 2000 года № 739.
Природный парк «Живые алмазы Якутии» образован постановлением Правительства Республики Саха (Якутия) от 29 декабря 2006 года № 612 «О создании природного парка «Живые алмазы Якутии».
Строительство природного парка началось в 2008 году. 9 апреля 2009 года состоялось официальное открытие природного парка «Живые алмазы Якутии».
Основными задачами парка «Живые алмазы Якутии» являются:
- Сохранение природной среды, природных ландшафтов;
- Создание условий для отдыха (в том числе массового) и сохранение рекреационных ресурсов;
- Разработка и внедрение эффективных методов охраны природы и поддержание экологического баланса в условиях рекреационного использования территорий Природных парков;
- Поддержание в естественном состоянии охраняемых природных комплексов и сохранение биологического разнообразия;
- Возрождение и развитие традиционных форм хозяйствования местного населения;
- Сохранение эталонных и уникальных природных комплексов и объектов, памятников природы, истории и культуры, а также других объектов культурного наследия;
- Ведение экологического мониторинга;
- Проведение научных исследований;
- Восстановление нарушенных природных и историко-культурных комплексов;
- Организация экологического просвещения населения.

### Руководители природного парка (по году назначения)
- 2007 — Симонов, Сергей Семёнович[3]
- 2024 — Симонов, Константин Сергеевич[4]

## Расположение
Общая площадь территории природного парка 32 105,22 га, он расположен в местности Чуоналыр, что в 18 км от г. Мирного, на 11-м км автодороги г. Мирный — пос. Чернышевский.
В парке содержатся яки, овцебыки, бизоны, пятнистые олени, изюбри, лоси, лошади и медведи.
В 2024 году природный парк «Живые алмазы Якутии» посетило 4860 посетителей.